# Arte pública de Barcelona

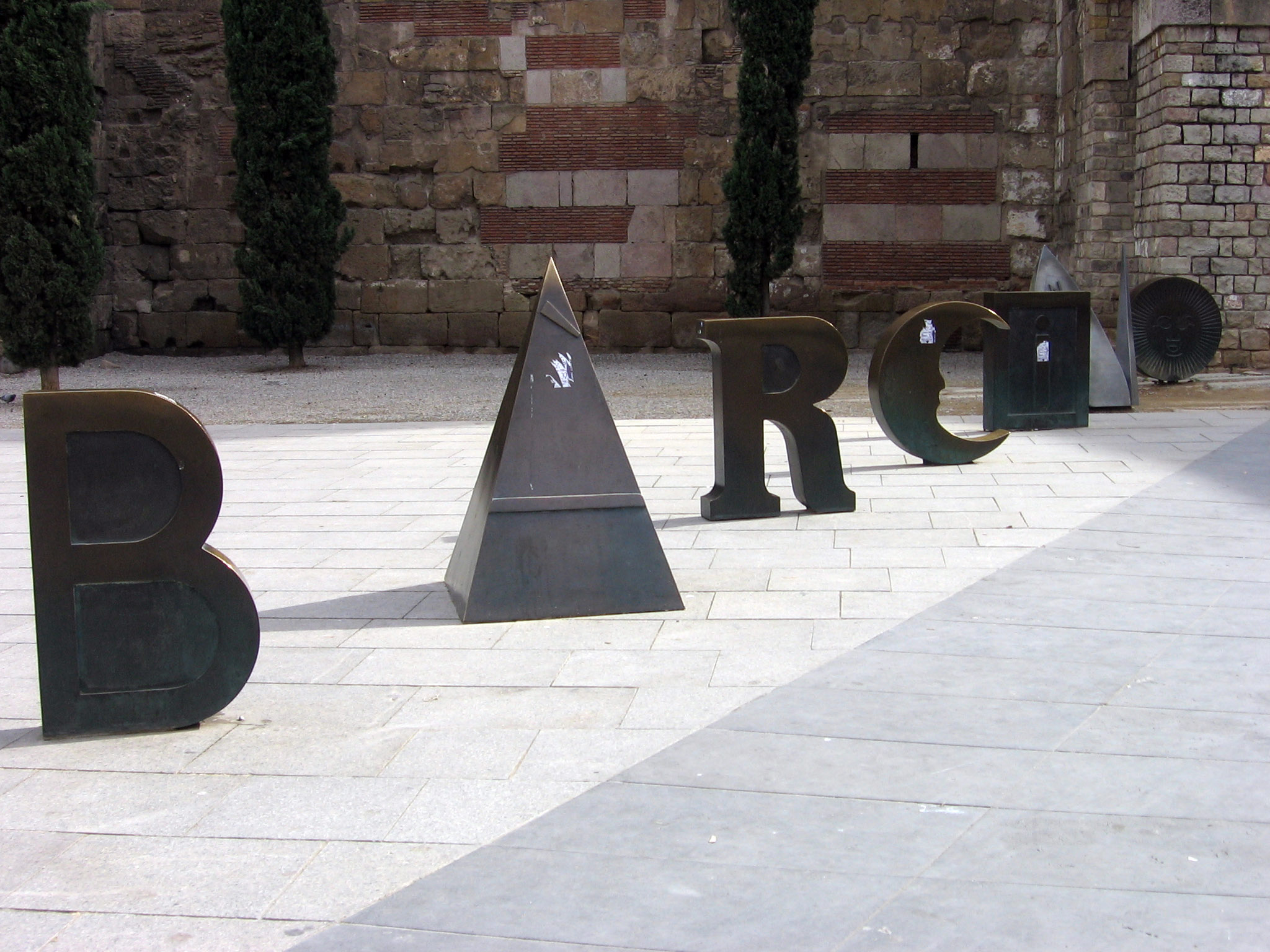
Barcino (1994), de Joan Brossa, Praça Nova de Barcelona.

O conjunto de monumentos e esculturas ao ar livre de Barcelona constitui uma mostra de arte pública que existe na capital catalã, em conjunção com outros elementos como sua arquitectura, sua rede de museus ou seu conjunto de parques e jardins; constitui um particular selo artístico, que tem originado que a Cidade Condal tenha a arte e a cultura como uma de suas principais características identitárias.
O acervo de arte pública da cidade é extenso, tal como a maioria dos monumentos e estátuas situada em lugares públicos que procede do século XIX em adiante. O primeiro monumento situado na via pública de forma expressa e por encarrego municipal que se conserva é o Monumento a Santa Eulalia, na praça do Pedró, originaria de 1673; outras obras anteriores consideradas de arte pública são ou fontes ou estátuas situadas em praças ou nas paredes de edifícios públicos, se bem que em muitos casos foram encargos de carácter privado que têm passado a titularidade pública posteriormente. Cabe remarcar que até ao século XIX a cidade estava rodeada e limitada pelas suas muralhas de origem medieval ao ter a consideração de praça militar, pelo que seu crescimento estava limitado, e o pouco espaço disponível se utilizava preferencialmente para as actividades diárias da população, sem poder dedicar uns espaços adequados para grandes monumentos.[1]
A situação mudou com o derrubo das muralhas e a doação à cidade da Fortaleza da Cidadela, o que propiciou a expansão da cidade pela planície contígua, facto que se traduziu no projecto de alargue elaborado por Ildefonso Cerdá, que propôs a ampliação territorial da cidade. Outro aumento significativo da superfície da capital catalã foi a anexação de vários municípios limítrofes entre finais do século XIX e princípios do XX. Todo isso pressupôs a adequação dos novos espaços urbanos e um aumento dos encargos artísticos municipais nas vias públicas, que foram favorecidos igualmente por diversos eventos celebrados na cidade, como a Exposição Universal de 1888 e a Internacional de 1929 ou, mais recentemente, pelos Jogos Olímpicos de 1992 e o Fórum Universal das Culturas de 2004.